# Colin Gordon
Colin Gordon, né le 27 avril 1911 au Sri Lanka et mort le 4 octobre 1972, est un acteur britannique.

## Filmographie partielle
- 1949 : Golden Arrow de Gordon Parry
- 1951 : L'Homme au complet blanc d'Alexander Mackendrick
- 1951 : L'assassin frappe à minuit (The Long Dark Hall) de Reginald Beck et Anthony Bushell
- 1952 : La Merveilleuse Histoire de Mandy (Mandy) d'Alexander Mackendrick
- 1953 : Week-end à Paris de Gordon Parry
- 1955 : Escapade de Philip Leacock
- 1956 : Up in the World de John Paddy Carstairs
- 1957 : L'Évadé du camp 1 de Roy Ward Baker
- 1959 : Virgin Island de Pat Jackson
- 1960 : Les Loustics à l'hosto (Carry On Constable) de Gerald Thomas
- 1961 : Le Prisonnier récalcitrant (Very Important Person) de Ken Annakin : Briggs
- 1963 : Le Deuxième Homme de Carol Reed
- 1963 : La Panthère rose de Blake Edwards
- 1964 : Allez France ! de Robert Dhéry
- 1965 : Le Liquidateur de Jack Cardiff
- 1966 : La Planque de Cyril Frankel
- 1966 : Poupées de cendre (The Psychopath) de Freddie Francis
- 1967 : Casino Royale de Ken Hughes, John Huston, Joseph McGrath et Robert Parrish
- 1968 : Te casse pas la tête, Jerry de Jerry Paris

## Télévision
- 1967: Le Prisonnier, épisode 3 "A, B ou C" : Numéro 2
- 1967: Le Prisonnier, épisode 6 "Le Général" : Numéro 2